# Jardim de Alah
Jardim de Alah – stacja metra w Rio de Janeiro, na linii 4. Została otwarta 30 lipca 2016. Stacja usytuowana jest obok placu Jardim de Alah, który dzieli dzielnice Ipanema i Leblon. Powstała w ramach przygotowań do Letnich Igrzysk Olimpijskich w 2016.